# Karen Jeppe
Karen Vel Jeppe (født 1. juli 1876 i Gylling Sogn, død 7. juli 1935 i Aleppo, Syrien) var en dansk nødhjælpsarbejder. Hun blev i 1893 kostelev på Ordrup Latin- og Realskole, hvor hun tog studentereksamen i 1895 og efterfølgende arbejdede som lærer. Mens Karen Jeppe arbejdede på skolen stiftede hun gennem Aage Meyer Benedictsen bekendtskab med Armenien og forfølgelsen af det armenske folk. Gennem ham hørte hun, at Den Tyske Orientmission manglede en lærerinde ved børnehjemmet i Urfa, der havde en stor armenisk befolkning. Hun blev bekræftet i, at hun skulle påtage sig denne stilling gennem en prædiken om den barmhjertige samaritaner i sin hjemby Gylling.
I 1903 rejste hun til Armenien. Det armenske folk havde tilhørt den Den Armenske Apostolske Kirke siden 300-tallet, og det respekterede Karen Jeppe altid, når der blev holdt gudstjeneste. Hun hævdede, at den armenske kirke var så vigtig en del af den armenske folkesjæl, at det ville være forkert at forkaste den for en anden kirkeretning. Da Karen Jeppe havde været i Urfa et par år, blev hun leder af børnehjemmet og skolen, samtidig med at hun samlede penge ind til at hjælpe fattige armenere i Urfa. 
I 1894 var de osmanniske forfølgelser af det armenske folk begyndt, og de fortsatte op gennem 1. verdenskrig. Karen Jeppe hjalp de forfulgte, hvor hun kunne. Bl.a. skjulte hun 12 mænd i en hule under det hus, hun boede i.
Efter 1. verdenskrig var hun et par år i Danmark på rekreation. Herefter rejste hun til Aleppo (i dag Halab) i Syrien, hvortil mange armeniere var flygtet. Fra 1921 arbejdede hun som kommissær i Folkeforbundet med at befri (eller løskøbe) så mange som muligt af de 20.000 til 30.000 armenske kvinder og børn, der var blevet bortført. Det lykkedes på den måde at befri 2000 kvinder fra bl.a. muslimske haremer.
Karen Jeppe døde af malaria i Aleppo, hvor hun også er begravet. Ved hendes begravelse kaldte den armenske ærkebiskop hende en elsket søster, der havde ofret sig for hans folk, det, hun forstod som næppe nogen anden.
En spejdergruppe under Det Danske Spejderkorps har navn efter Karen Jeppe. Gruppen hører hjemme i Horsens og blev etableret som pigespejdergruppe i 1918.
I marts 2014 blev der rejst en mindesten for Karen Jeppe i hendes fødeby Gylling, og siden er der også lidt derfra rejst en armensk korssten, en såkaldt khachkar.
- Buste på "Alley of Gratitude" ved Jerevan Statsuniversitet (en)
- Mindetavle på monumentet Tsitsernakaberd (en) i Jerevan
- Mindesten i fødebyen Gylling